# レッドルーム
レッドルーム（Red Room）は、マーベル・コミックによって出版されたアメリカン・コミックスに登場するソビエトの架空の訓練施設。ナタリア・ロマノヴァやヤレナ・ベラーヴァたち、ブラック・ウィドウのコードネームを有する優秀なスパイを育成するために創設された。

## 発行履歴

### オリジン
マーベル・ユニバースにおいて、レッドルーム（Красная комнатa）はKGBのスパイ訓練プログラムの1つである。何十年もの冷戦時代、“ブラック・ウィドウズ”として知られる女性スパイを訓練してきた施設で、いくつかの作品では、エージェントに生化学的強化を施し、“ウェポン・プラス計画”と同様に、偽りの記憶を植え付けた。

### Black Widow Ops Program
レッドルームは、中国と西洋に潜入させるディープカバーエージェント養成のために、28人の孤児の少女を収集した。グリゴール・チェリンツォフ教授は、彼女たちに「ボリショイ劇場でバレエの訓練を受けた」と心理技術によって捏造された記憶を植え付けた。さらに、少女たちは生化学者リュドミラ・クドリンによって特別な処置を受け、何十年もの間、超人的なレベルで若く、健康で高い回復力を保つことができるようになった。

### Wolf Spider Ops Program
レッドルームの唯一の男性研修生であるニコ・コンスタンティンは、ウルフ・スパイダー（Паук-Волк）と呼ばれるプログラムで優秀な暗殺者であることを証明したが、制御することは不可能であり、プログラムは失敗と宣言された。数年後、彼はロシアの収容所に投獄され、ウルフ・スパイダーと呼ばれる囚人のギャングを率いた。

### ヤレナ・ベラーヴァ
1970年代後半にKGBは、レッドルームを運営し続け、エージェントのヤレナ・ベラーヴァのトレーニングにも成功したが、彼女はすぐに離脱した。

### ノース・インスティテュート
スパイ活動を引退したナタリア・ロマノヴァはアリゾナ州で暮らしはじめたが、レッドルームを卒業した他のブラック・ウィドウたちと同様に、“ジナコン社”の傘下にある“ノース・インスティテュート”の標的とされていた。ロシアへ調査に赴いたロマノヴァは、ジナコン社のCEOイアン・マクマスターズが、当社が購入したロシア製のバイオテクノロジーのユーザー全員が死ぬことを望んでいるとレッドルームの後継機関“2R”から知らされ、ブラック・ウィドウたちが狩られていることに気づいた。ロマノヴァは、調査で友達になった少女サリー・アン・カーターを助けるために複数の政府の工作員と衝突したものの、ジナコンのマクマスターズを殺害し、マット・マードック/デアデビルとベラーヴァの助けを借りて救出に成功した。

### オメガレッド
『アンキャニィX-MEN』におけるレッドルームは、オメガレッドを実験などに利用する目的で管理下に置いた。また、レッドルームはウルヴァリン、コロッサス、ナイトクローラーを捕獲し、“M-Day”の出来事についての尋問に力を費やした。しかし彼らに脱出されると、追撃のためにレッドルームの司令官がオメガレッドを解き放ったが、彼は結局オメガレッドに殺され、ナイトクローラーの介入でオメガレッドはS.H.I.E.L.D.の拘留に戻された。

### ウィドウメーカー
『ウィドウメーカー』においてのレッドルームは、ロシアと日本の間の戦争を誘発する偽旗作戦の一環として、“ダーク・オーシャン・ソサエティ”とアレクセイ・ショスタコフ/ローニンにKGB新兵を大量虐殺させようと企だてた。しかし、ロマノヴァ、クリント・バートン/ホークアイ、バーバラ・モース/モッキンバード、およびデビッド・フォルトゥノフ/ドミニク・フォーチュンの共同作戦によって阻止された。

### All-New, All-Different Marvel
『All-New, All-Different Marvel』では、ハンク・ピムが娘のナディア・ヴァン・ダインに、彼女の母のマリア・トロヴァヤがレッドルームで育ったことを明らかにした。

## MCU版

### 概要
かつてソ連に極秘スパイ養成機関として存在し、現代においてはドレイコフの利益を図るための私設軍として活動する秘密組織。スパイ養成機関の頃は冷戦時代を中心に活動し、この組織を認知する者からはソ連解体後に消滅したと思われていたが、ドレイコフ主導のもとに存続。原油価格や株価の混乱、戦争開始と終結、指導者・有力者・統治者のすげ替えなどを実行し、”ウィンター・ソルジャー計画”関連のデータ奪取やドレイコフ暗殺未遂など、“S.H.I.E.L.D.”との因縁があったものの、活動に一切の支障をきたすこともその存在を“アベンジャーズ”に察知されることもなく、裏社会から暗躍してきた。

#### 『ホワット・イフ...?』版
現在のところ、“アース82111”にレッドルームの存在が描写され、正史と同様に極秘の組織として活動するが、支配者がメリーナ・ヴォストコフとなっている。

### 本部
レッドルームの拠点である空中基地。この基地施設自体が「レッドルーム」とも呼称される。空中移動機能と、メリーナ以外のウィドウズが出入り直前に眠らされていたことから、その在処を知られず、組織の存在を秘匿し続けることにも繋がっていた。施設内には、ドレイコフやウィドウズ、機動部隊に科学スタッフまでが常駐し、下記の設備が揃っている。
作戦ルーム
ドレイコフのオフィス。室内には4台のシャンデリアが吊るされ、大型のホログラムディスプレイや、ドレイコフのデスクに備わるデータベース搭載のコンソールとタッチパネルなどが置かれている。コンソールはドレイコフが左手小指にはめている指輪で認証・起動させ、ウィドウズと本部施設の全機能を遠隔操作する機能が搭載されている。
タスクマスターの部屋
タスクマスターが待機・訓練に励む広めの部屋。壁面は大型スクリーンとなっている。
訓練室
ウィドウズが訓練に励む赤いトレーニングジム。バトンや手榴弾などのウィドウ専用の武器も置かれている。
ラボ
医療機器などが配された部屋。洗脳が解けて一時ここに囚われたエレーナは、手術台に固定されて開頭処置を受けかける。
保冷庫
ラボの下部にある設備。ナターシャたちが潜入した際に“レッドダスト”が一時ここに保管されたが、メリーナの指示を受けたエレーナに奪還される。
レベル・ゼロ
長椅子と空調設備・仕切り用の強化ガラスのみが配されるウィドウたちの簡易個室や、本部施設を空中静止させる4ヶ所のエンジンブロックなどで構成され、各ブロックにはエンジンが7基ずつ配されており、着陸プロトコルを起動できる制御用コンピューターも組み込まれている。
ベイ
最低5ヶ所ある、航空機の発着設備。ナターシャたちが乗り込んだ際には、彼女たちを乗せた輸送機が第5ベイに着陸する。

#### メンバー
ドレイコフ（Dreykov）
演 - レイ・ウィンストン
日本語吹替 - 宝亀克寿
登場作品 - 『ブラック・ウィドウ』
レッドルームの支配者。ソ連/ロシアの将軍だった前歴を持つ。世界中から多数の少女たちを誘拐・拉致する、もしくは秘密裏に金で買い取り、適正を持つ少女はレッドルームで洗脳・訓練を施して、ソ連/ロシアの工作員に仕立て上げてきた。そしてレッドルームを自らの私兵組織にすると、彼女たちに暗殺や潜入工作などを遂行させ、幾多の世界情勢を裏から操る者として優越感を得ていた。
“少女”を“世界に有り余る天然資源”と呼び、ウィドウをはじめとする部下には常に居丈高であることに加え、メリーナと共にオハイオ州に潜入させたアレクセイ・ショスタコフ/レッド・ガーディアンも任務終了後に用済みとして刑務所へ収監させたり、ウィドウの適性が無いと見做した少女や使いものにならなくなったと判断したウィドウを即処分するなど極めて邪智暴虐な性質と、食事に使ったと思しき食器を作戦ルームの入り口前に放置する野放図さを持ち、実質的な戦闘力に乏しい自分を直接攻撃できないように“フェロモン・ロック”をウィドウに施す用意周到な悪巧者である。
かつての手下だったナターシャには一番目をかけていたものの、レッドルームを離反された過去があり、その際に彼女からはブダペストで爆死したと思われていたが、生き延びて長年に渡り自分の意の赴くまま暗躍してきた。だが、エレーナが離反したことを知ると、タスクマスターや他のウィドウズを差し向けてナターシャとエレーナを執拗に追跡させた。
そしてメリーナの通報によってナターシャたちがレッドルーム本部に連行されると、メリーナに変装して決着のためにやって来たナターシャと対峙し、タスクマスターの正体とフェロモン・ロックで自身に手出しできない事実、世界情勢の操作などの実態を彼女に突き付けて、アベンジャーズ掌握も含めた自身の野望のために屈服させようとするが、ナターシャからの予期せぬ反撃を受けて形成逆転されてしまい、コンソール操作に必要な左手小指の指輪を落としたことに気づかないまま、駆け付けたウィドウズにその場を任せて逃亡。その結果、ウィドウズの攻撃を凌いだナターシャに世界中に潜伏する全ウィドウのデータを奪取され、崩壊する本部から機動部隊と脱出しようとしたものの、乗り込んだ輸送機がエレーナの攻撃で爆破してしまい、その爆炎に呑まれる最期を遂げる。
マダム・B（Madame B.）
演 - ジュリー・デルピー
日本語吹替 - 泉裕子
登場作品 - 『アベンジャーズ/エイジ・オブ・ウルトロン』
レッドルームの教官。訓練中に暗殺者になることを拒否してわざとミスをしたナターシャを冷たく罵りながら指導する厳然な人物。
メリーナ・ヴォストコフ（Melina Vostokoff）
演 - レイチェル・ワイズ
日本語吹替 - 田中敦子
ナターシャのひとつ上の世代のウィドウ。また、レッドルームの科学者であり、1992年にドレイコフの指示でアレクセイと偽装結婚し、オハイオ州へ潜入してナターシャとエレーナの“母親”という役割でアレクセイと共に偽装家族を演じながら、現地での任務を3年間遂行していた。
アントニア・ドレイコフ / タスクマスター（Antonia Dreykov / Taskmaster）
演 - オルガ・キュリレンコ（現代）、ライアン・キエラ・アームストロング（少女期）
日本語吹替 - 中村千絵
登場作品 - 『ブラック・ウィドウ』
レッドルームの最優先任務にのみ出動する暗殺者。観察するだけでどんな相手の動きをほぼ完全にコピーできる“フォトグラフィック・リフレックス（写真的反射能力）”という特異能力を持つ。その正体は、ドレイコフの一人娘のアントニアであり、ドレイコフからは愛娘としてではなく、ウィドウズと同様に忠実な駒と扱われる。
ナターリア・アリアノーヴナ・“ナターシャ”・ロマノフ / ブラック・ウィドウ（初代）（Natalia Alianovna "Natasha" Romanova / Black Widow［1st］）
演 - スカーレット・ヨハンソン、レイク・ベル（『ホワット・イフ...?』）
日本語吹替 - 佐古真弓、米倉涼子、樋口あかり
初代ブラック・ウィドウ。レッドルーム離反後には“S.H.I.E.L.D.”に属し、“アベンジャーズ”結成時からのメンバーであり、共同リーダーも務めた。
エレーナ・ベロワ / ブラック・ウィドウ（2代目）（Yelena Belova / Black Widow［2nd］）
演 - フローレンス・ピュー
日本語吹替 - 田村睦心
2代目ブラック・ウィドウ。現世代のウィドウとして着々と任務をこなす日々を送っていたが、レッドルーム離反・壊滅後にはヴァレンティーナ・アレグラ・デ・フォンテーヌと仕事上の契約を結ぶ。
レラト（Lerato）
演 - リアニ・サミュエル
日本語吹替 - 後藤佑里奈
登場作品 - 『ブラック・ウィドウ』
黒人のウィドウ。ドレイコフからの指令をタスクマスターに伝達する役割を担っており、彼女のヘルメットの口元をなぞりながら「笑って」と声をかける様子も見せた。
他のウィドウズと異なり、出番は多くなかったが、レッドルーム壊滅直後には意識を失って倒れ伏していたアントニアに駆け寄って、彼女を真っ先に介抱しようとする。
イングリッド（Ingrid）
演 - ナンナ・ブロンデル
日本語吹替 - 金香里
登場作品 - 『ブラック・ウィドウ』
スウェーデン系のウィドウ。タンジェでは、ウィドウズの行動隊長としてエレーナたちと任務にあたり、オクサナに挑むエレーナに合流しようとするが間に合わず、彼女の離反を知ってドレイコフにタスクマスターの出動要請を出した。
後日ブダペストで、隠れ家から出発したナターシャとエレーナを、街中の屋上を次々に飛び移って追跡するが、しがみ付いた煙突が傾いた際に転落して地面に激突し、左足を骨折するほど重傷を負ってしまった。そして、それを察知したドレイコフが送信した破棄プログラムにより絶命する。
ヘレン（Helen）
演 - ジェイド・ウー
アジア系のウィドウ。レッドルーム壊滅後には、“ゴールデン・ダガーズ・クラブ”の闘技場で戦う戦士として活躍する。

### 部隊
ウィドウズ（Widows）
レッドルームに所属する、10代から20代の女性だけの暗殺者ウィドウたちのチーム。世界中の孤児や難民から選ばれた少女たちをドレイコフらレッドルームが拉致・誘拐、もしくは秘密裏に金で買い取り、幼少時からさまざまな武器の取扱い及び格闘技のトレーニング、各国の言語とバレエの習得やアニメの中に隠された文字の読み取りなどの高度且つ過酷な訓練に加え、身体の一部に発信器の埋め込みと、不妊手術まで受けたスパイを育成している。さらに彼女らはドレイコフに忠義を尽くすため“フェロモン・ロック”も施されていると同時に、メリーナやナターシャの世代は徹底した精神的洗脳教育のみで従わされ、エレーナたち現世代はウィンター・ソルジャー計画関連のデータから確立した科学的洗脳によって物理的・化学的に操られている。一方で、同じ境遇の女性たちのグループであってか、ウィドウ同士の協調性や仲間意識は本物であることがうかがえる場面も見せる。
レッドルームの主力として世界中に潜入し、ドレイコフの指示・コントロールで諜報・略奪・暗殺などにあたり、如何なる残虐な手段も辞さずに任務に当たる。
機動部隊
男性の兵士たちで構成される戦闘部隊。本部内の警備と現場での実戦を兼務するが、単身のエレーナやメリーナに容易くあしらわれていることから、兵士一人ひとりの実戦能力はウィドウズに及ばない様子である。

### 武装・ビークル
ウィドウズの装備

タスクマスターの装備
常時装着している“タスクマスター・スーツ”から、専用の円盾、片刃剣など、多彩な武装を駆使する。

マカロフ PM
ナターシャが射撃訓練で使用したハンドガン。
M84スタングレネード
本部の訓練室に置かれている閃光手榴弾。
機動部隊の装備
赤外線付きのフルフェイスヘルメットやプロテクター各種、CZ スコーピオンEVO3 A1で武装する。
輸送機
レッドルームで人員移送用に行使される航空機。複数配備されており、タスクマスターと機動部隊によるナターシャたちの連行や、アレクセイとメリーナ・ウィドウズのレッドルーム脱出に運用された。
このほかにもティルトローター機型の輸送機もあり、これにはドレイコフと機動部隊がレッドルームからの脱出時に搭乗したが、飛び立つ直前にエレーナにローターを破壊されたことで爆発し、ドレイコフらを巻き込んで大破する。

### 各作品における描写
『アベンジャーズ/エイジ・オブ・ウルトロン』
本作では、ワンダ・マキシモフ/スカーレット・ウィッチによる心理攻撃を受けたナターシャが見せつけられた、彼女の訓練時代を描いた悪夢や過去回想シーンでの中のみに登場する。マダム・B指導のもと、ウィドウの過酷で徹底した訓練から、避妊処置までが描写される。
『ブラック・ウィドウ』
本作では、メインヴィランの組織として登場し、その全貌が明らかになる。
2016年の“アベンジャーズの内乱”直後の時期に、ウィドウズがタンジェでオクサナの暗殺任務に就いていた最中、エレーナが今際の際のオクサナに洗脳から解放され、託されたレッドダストを持ち出して離反したことを察すると、ドレイコフの指示でタスクマスターや他のウィドウズがブダペストでナターシャとエレーナを相手に激しい追跡戦を展開したが、2人には撒かれてしまう結果となった。
だが、メリーナの通報によってナターシャたちを本部に連行。ナターシャ（に変装したメリーナ）とアレクセイを監禁し、エレーナに開頭手術を施そうとしたが、ドレイコフはメリーナに変装して決着のためにやって来たナターシャと対峙。組織の存在の暴露とドレイコフ抹殺を目的とするナターシャと組んで本部の着陸を目論んだメリーナが本部施設のエンジンを1基破壊したことで施設が連鎖的に爆破し、墜落しながら分解していってしまった。これに加え、手術台を脱したエレーナによって施設内のウィドウズの洗脳を解かれると共に、追い込まれて脱出しようとしたドレイコフは機動部隊共々エレーナの手にかかり、タスクマスターもナターシャによって洗脳を解かれたことで、組織は事実上壊滅する。
『ホワット・イフ...?』シーズン2第5話